# Noël Bas

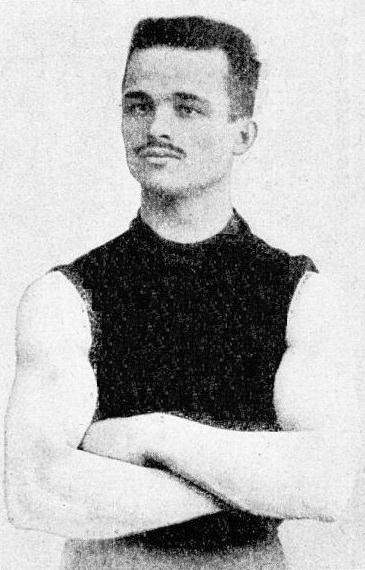
Joseph Noël Bas

Joseph Noël Bas (24 de dezembro de 1877 – desc.) foi um ginasta francês que competiu em provas de ginástica artística. 
Aos 23 anos, foi representante da França nos Jogos de Paris, em 1900. Na ocasião, disputou a prova dos exercícios combinados individuais, que contaram com as rotações da barra fixa, barras paralelas, argolas, cavalo com alças, solo, salto sobre o cavalo, salto em altura combinado, salto em distância, salto com vara, escalada e halterofilismo, em um total de 295 pontos. Ao final das disputas, saiu-se vice-campeão, após superar o compatriota Lucien Démanet e encerrar atrás de Gustave Sandras.